# King of Anything
"King of Anything" là bài hát được viết và thu âm bởi nữ ca sĩ kiêm sáng tác nhạc người Mỹ Sara Bareilles. Bài hát được sản xuất bởi Neal Avron và được phát hành dưới dạng đĩa đơn đầu tiên trích từ album Kaleidoscope Heart (2010). Bài hát được đề cử cho giải Grammy ở hạng mục "Trình diễn giọng pop xuất sắc nhất" trong mùa giải lần thứ 53, nhưng chào thua trước đối thủ là bài hát "Bad Romance" của Lady Gaga. Đây là lần đề cử thứ hai của cô tại hạng mục này và là lần đề cử thứ ba của cô tại giải Grammy.

## Bối cảnh thực hiện
"'King of Anything' là một bài hát theo kiểu 'f*** you'", Bareilles đã chia sẻ như thế. "Tôi từng nhận được những lời góp ý không chân thành tí nào về cuộc sống của tôi và bài hát này chính là cách mà tôi nhìn nhận chúng. Cảm giác thật quyền năng khi chuyển đổi từ sự thất vọng đó sang âm nhạc, đặc biệt là với một bài hát nghe không có chút tức giận nào trong đó. Bài hát 'Love Song' cũng như thế. Tôi nghĩ mình không thể vượt qua nhiều chuyện một cách nhanh chóng được."

## Phát hành
"King of Anything" được phát hành trên các trạm phát thanh tại Hoa Kỳ vào ngày 10 tháng 5 năm 2010 và được phát hành chính thức vào ngày 22 tháng 6 năm 2010. Tại châu Âu, đĩa đơn này được phát hành vào mùa xuân năm 2011.

## Video âm nhạc
Video âm nhạc cho đĩa đơn này được phát hành vào ngày 29 tháng 6 năm 2010. Nó được ghi hình tại Vancouver, Canada bởi đạo diễn Laurent Briet và có cảnh Sara hát ở nhiều nơi khác nhau như tại một nhà hàng, một chiếc xe buýt, một cửa hàng đĩa nhạc, đứng trước một bức tường và tại một khu vườn đầy hoa. Toàn bộ các cảnh trong video này đều được ghép lại với nhau từ những bức ảnh rời.

## Xếp hạng và chứng nhận
Trong tuần lễ ngày 5 tháng 7 năm 2010, bài hát này mở đầu ở vị trí thứ 59 tại Billboard Hot 100, trở thành cú mở đầu tốt nhất của cô tại đó. Bài hát sau cùng đạt đến vị trí thứ 32, trở thành đĩa đơn đạt đến top 40 thứ hai của cô tại Hoa Kỳ, sau "Love Song". Nó còn đạt tới vị trí thứ 21 tại Hà Lan.
"King of Anything" đạt được chứng nhận Bạch kim tại Hoa Kỳ bởi RIAA. Tính đến tháng 11 năm 2013, bài hát đạt ngưỡng 1,468,000 bản.
| Các bảng xếp hạng (2010-2011)          | Thứ hạng cao nhất |
| -------------------------------------- | ----------------- |
| Canada (Canadian Hot 100)              | 94                |
| Hà Lan (Dutch Top 40)                  | 21                |
| New Zealand (Recorded Music NZ)        | 38                |
| Hoa Kỳ Billboard Hot 100               | 32                |
| US Adult Alternative Songs (Billboard) | 4                 |
| Hoa Kỳ Adult Contemporary (Billboard)  | 6                 |
| Hoa Kỳ Adult Pop Airplay (Billboard)   | 4                 |
| Hoa Kỳ Hot Rock Songs (Billboard)      | 48                |
| Hoa Kỳ Pop Airplay (Billboard)         | 19                |

| Quốc gia                                                                           | Chứng nhận | Số đơn vị/doanh số chứng nhận |
| ---------------------------------------------------------------------------------- | ---------- | ----------------------------- |
| Hoa Kỳ (RIAA)                                                                      | Bạch kim   | 1,468,000                     |
| * Chứng nhận dựa theo doanh số tiêu thụ. ^ Chứng nhận dựa theo doanh số nhập hàng. |            |                               |

| Các bảng xếp hạng (2010) | Thứ hạng |
| ------------------------ | -------- |
| US Billboard Hot 100     | 95       |